# 윤새봄
윤새봄(1979년 ~ )은 대한민국의 기업인이다. 현재 웅진씽크빅 대표이사 사장을 맡고 있다.

## 주요 경력
- 웅진씽크빅 교문기획팀
- 웅진씽크빅 과장
- 웅진케미칼 경영기획실 실장
- 웅진 기획조정실 실장
- 웅진씽크빅 대표이사 사장